# Steven Strait
Steven Strait (Nueva York, 23 de marzo de 1986) es un actor, modelo y cantante estadounidense.

## Vida personal
Nacido y crecido en Greenwich Village, es de ascendencia italiana y neerlandesa. Strait estaba planificando un traslado al sur de California para encontrar trabajo en el cine cuando fue incluido en el reparto de Sky High. Mientras se hallaba en Los Ángeles con el único objetivo de encontrar un apartamento, el agente del actor insistió en que fuera, por una vez, a la audición de aquella película. Sky High le significó el primer papel cinematográfico.
Strait ha trabajado en los escenarios de Nueva York durante siete años, y ha estudiado interpretación en el célebre Estudio de arte dramático de Stella Adler y en el Estudio de interpretación Black Nexos, entre otros.
En 2007 se casó con la actriz Lynn Collins. Se divorciaron en 2013. Es un gran aficionado a los deportes acuáticos sobre todo el buceo.

## Modelaje
Para poder pagarse los estudios en el instituto privado al que asistía, Strait trabajó como modelo para fotógrafos tan prestigiosos como Bruce Weber, Herb Ritts, Steven Klein, y Tony Duran, al tiempo que seguía interpretando papeles teatrales. Más tarde, Dolce & Gabbana lo contrató para hacer un reportaje en The Old Magazines New of LA.

## Carrera de actor

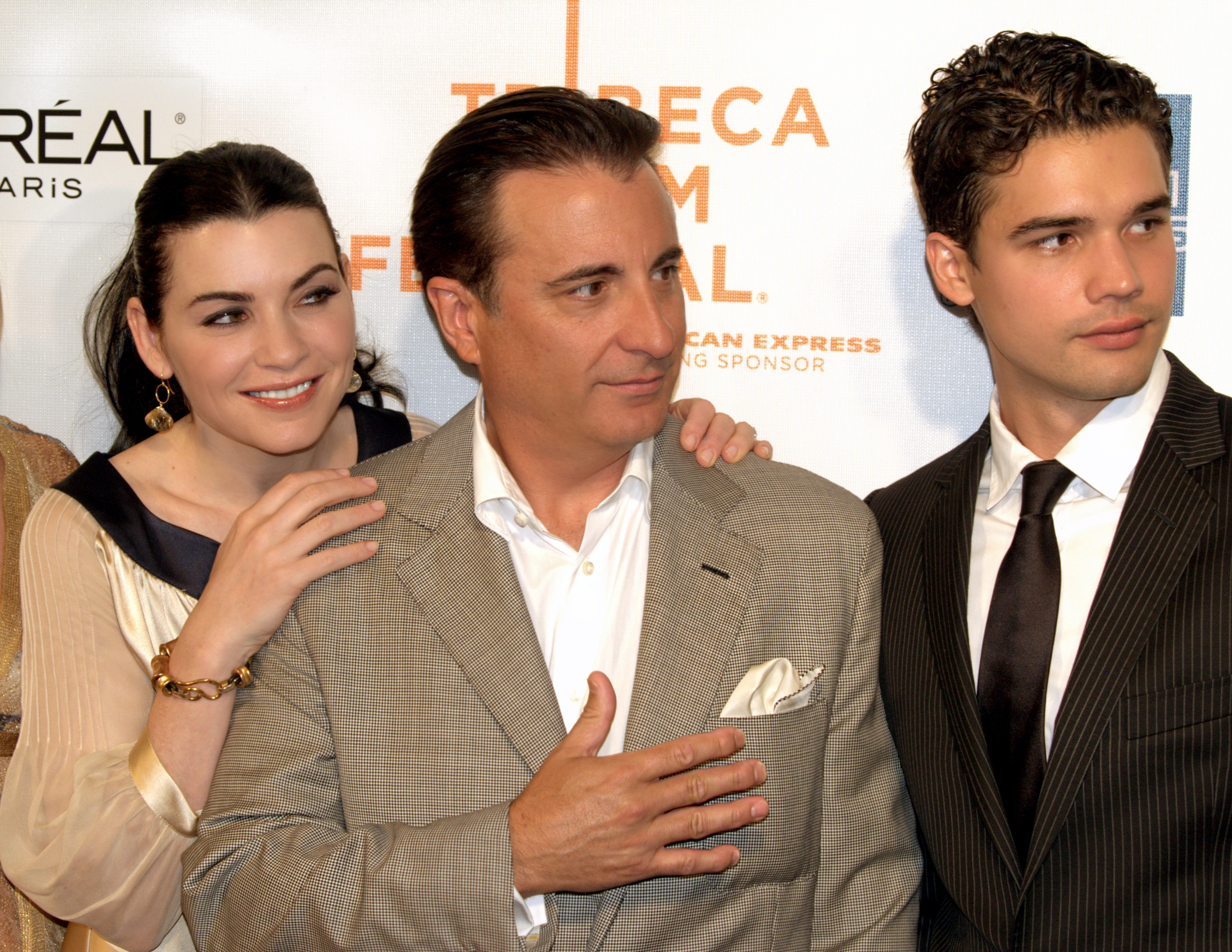
Julianna Margulies, Andy García y Steven Strait en el Festival de Cine de Tribeca 2009 para el estreno de City Island.

Steven Strait debutó en la película de Disney Sky High donde da vida a Warren Peace, el rebelde de la escuela de superhéroes que puede lanzar fuego con sus manos. 
Anteriormente, se le había visto junto a Ashlee Simpson en la cinta de Lions Gate Undiscovered (2005), donde da vida a Luke Falcon, un aspirante a estrella del rock. La película gira en torno a un grupo de artistas del espectáculo que tratan de establecer sus carreras por sí mismos en la ciudad de Los Ángeles.
En el año 2006, protagonizó la película The Covenant, o en español, La alianza del mal dando vida al personaje de Caleb Danvers, líder de la hermandad oscura.
Estuvo a punto de pertenecer al elenco de la película New Moon interpretando el papel de Jacob Black pero en su lugar quedó Taylor Lautner.
Protagonizó la película de Warner Bros, 10 000 a. C. (2008), en la que da vida a un joven integrante de la tribu primitiva que sobrevive dando caza a mamuts en migración. Cuando los cazadores de la tribu son hechos esclavos toma conciencia que deberá luchar, pues de lo contrario su tribu se precipitará a la extinción.
En 2009 actúa en City Island  (Asuntos de Familia), interpretando a Tony, un reo que resulta ser hijo del guardia carcelario: Vince (Andy García). La llegada de Tony a la familia de su padre, 20 años después de haber nacido, destapa una serie de "asuntos" perturbando por completo la rutina del grupo.
Desde diciembre de 2015 protagoniza la serie de SyFy titulada The Expanse y que está basada en la serie de novelas de James S. A. Corey interpretando a Jim Holden, segundo oficial del Canterbury.

## Filmografía

### Cine
| Año  | Título                        | Rol                | Notas |
| ---- | ----------------------------- | ------------------ | ----- |
| 2005 | Sky High                      | Warren Peace       |       |
| 2005 | Undiscovered                  | Luke Falcon        |       |
| 2006 | The Covenant                  | Caleb Danvers      |       |
| 2008 | 10 000 a. C.                  | D'Leh              |       |
| 2008 | Stop-Loss                     | Michael Colson     |       |
| 2009 | City Island                   | Tony Nardella      |       |
| 2012 | After                         | Freddy             |       |
| 2013 | Sleeping with the Fishes      | Dominic Sebastiani |       |
| 2014 | Hot                           | Jones              |       |
| 2016 | Extra Credit and Arthur Darks | Arthur Darks       |       |

### Televisión
| Año       | Título      | Rol                   | Notas                                  |
| --------- | ----------- | --------------------- | -------------------------------------- |
| 2001      | Third Watch | Bobby (adolescente)   | Episodio: "Requiem for a Bantamweight" |
| 2010      | HMS         | Jonathan David        | Piloto fallido de The CW               |
| 2010      | Chase       | Jackson Cooper        | Episodio: "Crazy Love"                 |
| 2012–13   | Magic City  | Steven "Stevie" Evans | Papel principal; 16 episodios          |
| 2014      | Revenge     | Brooks                | Episodios: "Struggle", "Disgrace"      |
| 2015–2022 | The Expanse | Jim Holden            | Papel principal; 23 episodios          |